# The Circus (canción de Erasure)
«The Circus» es el séptimo disco sencillo publicado del grupo inglés de música electrónica Erasure, lanzado en 1987.
The Circus es una canción compuesta por Vince Clarke y Andy Bell.

## Descripción
The Circus fue el cuarto sencillo del álbum homónimo The Circus. Este sencillo fue un éxito al colocarse en el puesto 6 en el ranking británico y el número 30 en Alemania.

## Lista de temas
| CD Sencillo (CDMUTE66) / (INT 826.772) 1. «The Circus» (Sencillo Mix) 3:50 2. «The Circus» (Decay Mix) 5:32 3. «If I Could» (Live) 4:00 4. «It Doesn't Have To Be» (Live) 4:04 5. «Say What» (Live) 3:18 6. «The Circus» (Live) 4:57 12″ Vinilo Sencillo (1MUTE66T) / (INT 126.871) 1. «Victim Of Love» (Live) 3:58 2. «If I Could» (Live) 4:00 3. «The Circus» (Live) 4:57 4. «Spiralling» (Live) 2:30 12″ Vinilo Sencillo (2MUTE66T) / (INT 126.872) 1. «It Doesn't Have To Be» (Live) 4:04 2. «Who Needs Love Like That» 3:01 3. «Gimme! Gimme! Gimme!» (Live) 4:30 4. «The Circus» (Bareback Rider Mix) 6:36 | 12″ Vinilo Sencillo (3MUTE66T) / (INT 126.873) 1. «Sometimes» (Live) 3:40 2. «Say What» (Live) 3:18 3. «Oh L'Amour» (Live) 4:32 4. «The Circus» (Gladiator Mix) 6:08 12″ Vinilo Sencillo (Sire 20822-0) 1. «The Circus» (Gladiator Mix) 6:08 2. «The Circus» (Decay Mix) 5:32 3. «The Circus» (Bareback Mix) 6:36 4. «The Circus» (DJ Mix) 3:50 7″ Vinilo Sencillo (MUTE66) / (INT 111.852) - A. «The Circus» (Sencillo Mix) 3:50 - B. «The Circus» (Decay Mix) 5:32 |

## Créditos
Este sencillo tiene 3 grabaciones en vivo y 3 remixes. Todos los temas fueron compuestos por (Clarke/Bell), salvo Gimme Gimme Gimme que es un cover del tema de Abba -compuesto por (Andersson/Ulvaeus)- que viene precedido por una parte de otro tema del mismo grupo Money, Money, Money-compuesto por (Andersson/Ulvaeus/Anderson)-.

## Video
El video musical, dirigido por Jerry Chater, muestra a Andy Bell cantando y tocando un acordeón y a Vince Clarke tocando un piano, con imágenes de fondo que mezclan paisajes de puerto y citadinos con una carpa de circo y sus personajes.

## Datos adicionales
«The Circus» es una crítica a cómo el supuesto progreso dejaba gente sin trabajo, en la Inglaterra de Margaret Thatcher. En la canción, los sintetizadores imitan a un acordeón con una melodía circense.